# Австро-італійські перегони броненосців

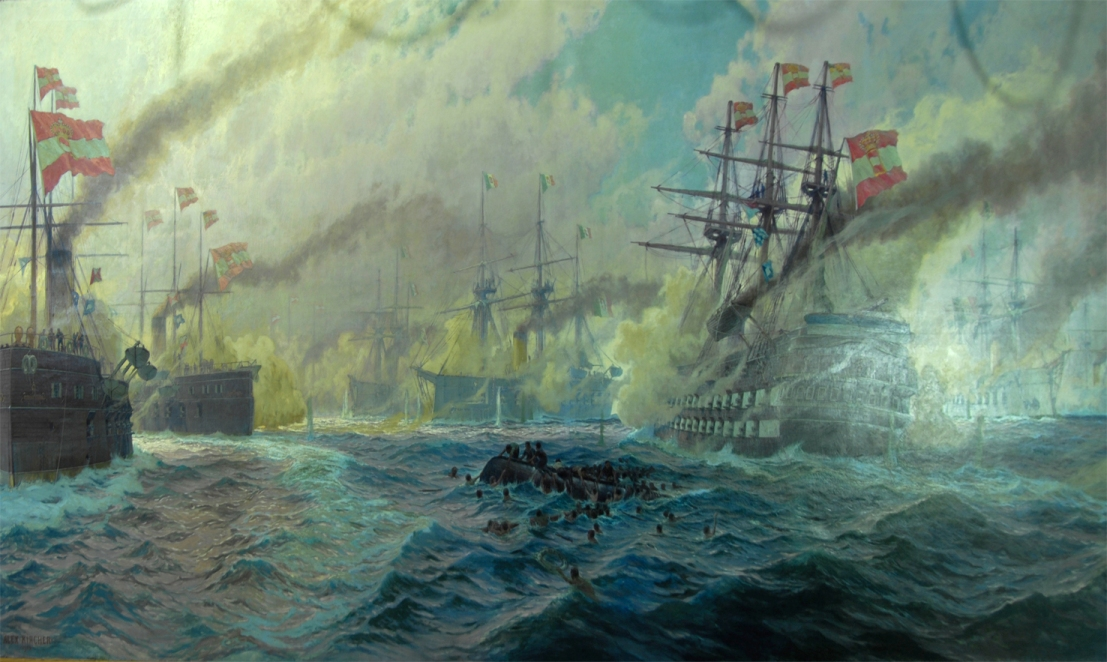
Битва біля Лісси 20 липня 1866 року на картині Олександра Кірхера. Битва при Ліссе стала кульмінацією австро-італійської гонки броньованих озброєнь і була першою в історії морською битвою між кількома броньованими військовими кораблями.

Гонка військово-морських озброєнь між Австрійською імперією та Італією почалася в 1860-х роках, коли обидві країни замовили серію броньованих військових кораблів з паровим двигуном, захищених залізними  броньовими пластинами та набагато потужніших, ніж дерев'яні лінійні кораблі. Кораблі обох держав будували для встановлення контролю над Адріатичним морем у разі конфлікту між ними.
Об’єднання більшої частини Італії в цей період призвело до об’єднання різних флотів колишніх італійських держав у Regia Marina (Королівський флот). Сардинський компонент включав два броненосці типу «Формідабіле», замовлені у Франції в 1860 році, які стали першими в Італії батарейними броненосцями. Країна швидко розпочала значну програму будівництва для зміцнення Королівського флоту, оскільки італійці вважали, що сильний флот відіграє вирішальну роль у перетворенні нещодавно об’єднаного королівства у велику державу.
Ці дії привернули увагу Австрійської імперії, яка розглядала Італію з великою підозрою та занепокоєнням, оскільки ірредентистські претензії італійських націоналістів були спрямовані на ключові території імперії, такі як Венеція, Трентіно та Трієст. У відповідь на зростання потенціалу Сардинії — яка незабаром  об'єднає Італію — Австрійський флот замовив два броненосці типу «Драхе» у 1860 році. Це поклало початок гонці морських озброєнь між Австрією та Італією, зосередженою навколо будівництва та придбання броненосців. Вона тривала наступні шість років, і до того моменту, коли між державами почалася війна в 1866 році, Австрія мала сім броненосців проти дванадцяти Італії.
Попри те, що врешті решт Італія стала переможцем у війні та придбала Ломбардо-Венеційське королівство згідно з умовами Віденського договору, італійський флот зазнав важкої поразки в битві біля Лісси від набагато меншого Австрійського флоту. Продемонстрована низька спроможність  Королівського флоту призвела до періоду занедбаності зі скороченням військово-морських бюджетів і припиненням будівництва нових кораблів - В Італії не закладали жодного броненосця до 1873 року.
Тим часом Австрійська імперія перетворилася в Австро-Угорську в 1867 році після поразки у Семитижневій війні від Пруссії. У наступні роки після битви під Ліссою Вільгельм фон Тегетхоф забезпечив будівництво трьох додаткових броненосців і відновленням четвертого. Після смерті Тегетгофа в 1871 році австро-угорський флот вступив у власний період занедбаності, і протягом наступних тринадцяти років було побудовано лише п'ять додаткових броненосців. Впродовж 1870-х і початку 1880-х років обидва флоти продовжували конкурувати, але гонка озброєнь припинилася в 1880-х роках через підписання Троїстого союзу між Італією, Австро-Угорщиною та Німеччиною в 1882 році та впровадження нових технологій, які призвели до розвиток додредноутів. Однак, попри формальний союз, Італія та Австро-Угорщина вступили у другу гонку морських озброєнь, цього разу зосереджену навколо будівництва лінійних кораблів на рубежі століть. Ця гонка озброєнь триватиме до початку Першої світової війни.